# Grünbach am Schneeberg
Grünbach am Schneeberg är en ort och kommun  i Österrike. Den ligger i distriktet Neunkirchen i förbundslandet Niederösterreich, 50 kilometer söder om huvudstaden Wien.
Kommunen består av två orter (Ortschaften) (inom parentes invånarantal 1 januari 2024):
- Grünbach am Schneeberg (1 466)
- Neusiedl am Walde (162)